# کریس ویلر (دوچرخه‌سوار)
کریس ویلر (انگلیسی: Chris Wheeler; ۲۶ ژوئیهٔ ۱۹۱۴ – ۱۳ نوامبر ۱۹۸۴) دوچرخه‌سوار اهل استرالیا بود. وی در بازی‌های المپیک تابستانی ۱۹۳۶ شرکت کرده است. 